# Herculano Passos
Herculano Castilho Passos Júnior ou simplesmente Herculano Passos (Itu, 4 de agosto 1956) é um empresário e político brasileiro, filiado ao Republicanos. Em 2014, foi eleito deputado federal por São Paulo e reeleito em 2018. Exerce o cargo de prefeito de Itu desde 1.° de janeiro de 2025.

## Biografia
Herculano Passos entrou na política em 2000, aos 44 anos, quando concorreu pela primeira vez a vereador em Itu e foi eleito. Em 2004 candidatou-se à prefeitura do município e também foi eleito. Em 2008 se reelegeu com mais de 62 mil votos, o que representou 85% dos votos válidos na cidade. Em 2014 concorreu a uma cadeira na Câmara Federal e foi eleito com 92.583 votos. Em 2018 concorreu novamente sendo reeleito para mais um mandato. Em 2024 Herculano Passos foi eleito novamente prefeito de Itu.
Nas gestões de Herculano Passos como prefeito, entre 2005 e 2012, a cidade foi certificada sete vezes com o Selo Verde Azul, concedido pela Secretaria do Meio Ambiente de São Paulo, em reconhecimento a municípios que desenvolvem boas práticas de responsabilidade ambiental. Por meio da Lei nº 951/2008, o município ampliou as iniciativas de reflorestamento e implantou o Dia do Mega Plantio. Somente na gestão de Herculano, Itu recebeu 200 mil novas mudas de árvores. O programa virou lei no âmbito estadual.
Em 2010, como prefeito de Itu, Herculano Passos instituiu de forma pioneira no Brasil a campanha de vacinação contra o vírus HPV, que ajuda a prevenir o câncer de colo do útero. Em 2014 o Governo Federal estabeleceu esta vacinação para todo o país. Em 2016, o Tribunal Regional Eleitoral de São Paulo (TRE – SP) suspendeu os direitos políticos de Herculano por improbidade administrativa, com lesão ao erário, durante sua gestão como prefeito.
Entre 2009 e 2012, foi Presidente da Associação das Prefeituras de Cidades Estância do Estado de São Paulo (Aprecesp).
Foi eleito deputado federal em 2014, para a 55.ª legislatura (2015-2019), pelo PSD. Votou a favor do Processo de impeachment de Dilma Rousseff. Já durante o Governo Michel Temer, votou a favor da PEC do Teto dos Gastos Públicos. Em abril de 2017 foi favorável à Reforma Trabalhista.  Em agosto de 2017 votou contra o processo em que se pedia abertura de investigação do então presidente Michel Temer, ajudando a arquivar a denúncia do Ministério Público Federal.Na sessão do dia 25 de outubro de 2017, o deputado, mais uma vez, votou contra o prosseguimento da investigação do então presidente Michel Temer, acusado pelos crimes de obstrução de Justiça e organização criminosa. O resultado da votação livrou o Michel Temer de uma investigação por parte do Supremo Tribunal Federal (STF).
Em 2024, nas eleições municipais em Itu, Herculano Passos, do Republicanos, foi eleito prefeito com 28.189 votos, correspondendo a 33,67% dos votos válidos. Ele liderou a coligação “ITU GIGANTE”, formada pelos partidos Republicanos, Agir, PMB e Avante. Herculano venceu em um pleito com alta competitividade. 

### Atividades Partidárias
É presidente da Frente Parlamentar Mista em Defesa do Turismo e presidente da Frente Parlamentar Mista em Defesa dos Municípios Brasileiros (FMB). Foi presidente da Comissão de Turismo da Câmara dos Deputados de 2016 a 2017.

### Atividades Parlamentares

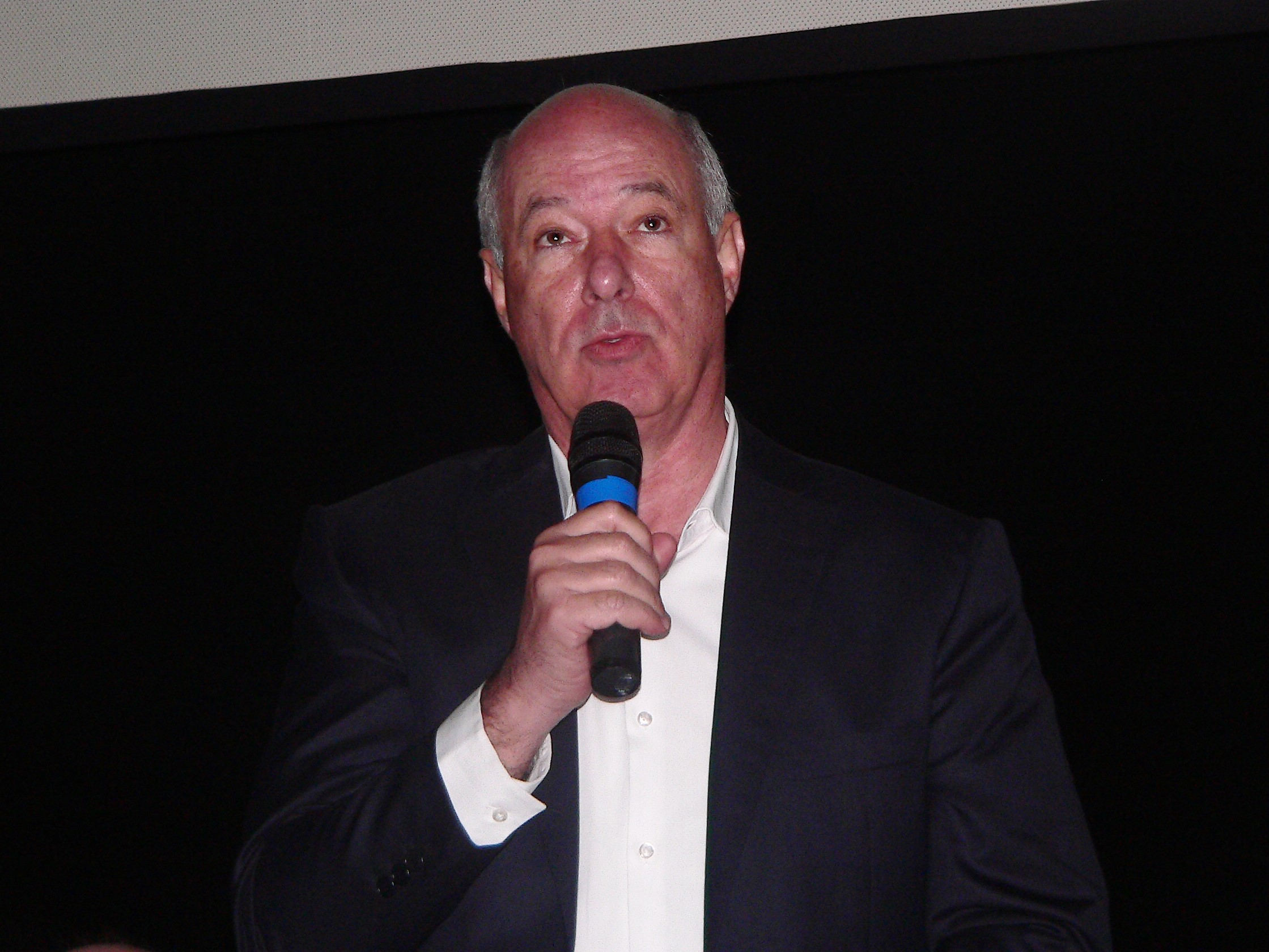
Herculano em 2018 discursando em Cotia, São Paulo, durante o evento Ação Municipalista, co-organizado pela Frente Parlamentar Mista dos Municípios, Prefeitos e Vice-prefeitos.

- Presidente da Frente Parlamentar Mista em Defesa do Turismo no Congresso Nacional;
- Presidente da Comissão de Turismo da Câmara dos Deputados, entre 2016 e 2017;
- Coordenador da Bancada Paulista no Congresso Nacional entre 2016 e 2017 e entre 2019 e 2020;
- Membro da Frente Parlamentar da Agropecuária; e
- Membro da Frente Parlamentar de Comércio, Serviços e Empreendedorismo;

## Desempenho em eleições
| Ano  | Eleição               | Coligação                                                                 | Partido      | Candidato a       | Votos         | Votos em Itu | Resultado  |
| ---- | --------------------- | ------------------------------------------------------------------------- | ------------ | ----------------- | ------------- | ------------ | ---------- |
| 2000 | Municipal de Itu      | PTB                                                                       | PTB          | Vereador          | —             | 1.050 (7º)   | Eleito     |
| 2002 | Estadual de São Paulo | PV                                                                        | PV           | Deputado Estadual | 25.879 (192º) | 19.013 (2º)  | Não Eleito |
| 2004 | Municipal de Itu      | PP, PDT, PTB, PSL, PL, PAN, PSDC, PV, PRP, PCdoB                          | PV           | Prefeito          | —             | 33.626 (1º)  | Eleito     |
| 2008 | Municipal de Itu      | PRB, PP, PDT, PT, PTB, PSL, PTN, PR, DEM, PSDC, PRTB, PTC, PV, PRP, PCdoB | PV           | Prefeito          | —             | 62.902 (1º)  | Eleito     |
| 2014 | Estadual de São Paulo | PMDB, PROS, PP, PSD                                                       | PSD          | Deputado Federal  | 92.583 (50º)  | 11.295 (1º)  | Eleito     |
| 2018 | Estadual de São Paulo | MDB                                                                       | MDB          | Deputado Federal  | 49.653 (95º)  | 8.262 (2º)   | Eleito     |
| 2024 | Municipal de Itu      | Republicanos, Agir, PMB, Avante                                           | Republicanos | Prefeito          | -             | 28.189 (1º)  | Eleito     |